# Pleurothallis pterophora
Pleurothallis pterophora är en orkidéart som beskrevs av Célestin Alfred Cogniaux. Pleurothallis pterophora ingår i släktet Pleurothallis och familjen orkidéer. Inga underarter finns listade i Catalogue of Life.